# 1654

## أحداث
- تأسيس مدينة سوروكابا وتقع حاليا في البرازيل.
- بداية الحرب الإنجليزية الإسبانية في 1654 والتي انتهت في 1660.
- نهاية الحرب الإنجليزية الهولندية الأولى في 1654 والتي بدأت في 1652.
- بداية الحرب الروسية البولندية في 1654 والتي انتهت في 1667.
- 5 أبريل - توقيع معاهدة ويستمينيستر التي أنهت الحرب الإنجليزية الهولندية الأولى.

## مواليد
- ياكوب بيرنولي

## وفيات
- فرانسيسكو باتشيكو